# Courçon
Courçon és un municipi francès situat al departament del Charente Marítim i a la regió de la Nova Aquitània. L'any 2007 tenia 1.499 habitants.

## Demografia

### Població
El 2007 la població de fet de Courçon era de 1.499 persones. Hi havia 589 famílies de les quals 140 eren unipersonals (45 homes vivint sols i 95 dones vivint soles), 202 parelles sense fills, 202 parelles amb fills i 45 famílies monoparentals amb fills.
La població ha evolucionat segons el següent gràfic:
Habitants censats

### Habitatges
El 2007 hi havia 677 habitatges, 593 eren l'habitatge principal de la família, 42 eren segones residències i 41 estaven desocupats. 612 eren cases i 65 eren apartaments. Dels 593 habitatges principals, 406 estaven ocupats pels seus propietaris, 169 estaven llogats i ocupats pels llogaters i 19 estaven cedits a títol gratuït; 1 tenia una cambra, 42 en tenien dues, 104 en tenien tres, 143 en tenien quatre i 303 en tenien cinc o més. 464 habitatges disposaven pel capbaix d'una plaça de pàrquing. A 248 habitatges hi havia un automòbil i a 294 n'hi havia dos o més.

### Piràmide de població
La piràmide de població per edats i sexe el 2009 era:
| Homes | Edats   | Dones |
| ----- | ------- | ----- |
| 0     | 95 o +  | 0     |
| 0     | 90 a 94 | 8     |
| 0     | 85 a 89 | 36    |
| 12    | 80 a 84 | 16    |
| 40    | 75 a 79 | 28    |
| 20    | 70 a 74 | 48    |
| 28    | 65 a 69 | 20    |
| 40    | 60 a 64 | 36    |
| 8     | 55 a 59 | 32    |
| 32    | 50 a 54 | 16    |
| 20    | 45 a 49 | 32    |
| 40    | 40 a 44 | 44    |
| 56    | 35 a 39 | 40    |
| 28    | 30 a 34 | 48    |
| 8     | 25 a 29 | 20    |
| 40    | 20 a 24 | 12    |
| 16    | 15 a 19 | 40    |
| 48    | 10 a 14 | 60    |
| 28    | 5 a 9   | 40    |
| 12    | 0 a 4   | 28    |

## Economia
El 2007 la població en edat de treballar era de 908 persones, 691 eren actives i 217 eren inactives. De les 691 persones actives 625 estaven ocupades (319 homes i 306 dones) i 66 estaven aturades (33 homes i 33 dones). De les 217 persones inactives 74 estaven jubilades, 69 estaven estudiant i 74 estaven classificades com a «altres inactius».

### Ingressos
El 2009 a Courçon hi havia 597 unitats fiscals que integraven 1.431 persones, la mediana anual d'ingressos fiscals per persona era de 16.680 €.

### Activitats econòmiques
Dels 90 establiments que hi havia el 2007, 3 eren d'empreses extractives, 2 d'empreses alimentàries, 1 d'una empresa de fabricació d'altres productes industrials, 16 d'empreses de construcció, 15 d'empreses de comerç i reparació d'automòbils, 4 d'empreses de transport, 5 d'empreses d'hostatgeria i restauració, 1 d'una empresa d'informació i comunicació, 7 d'empreses financeres, 5 d'empreses immobiliàries, 7 d'empreses de serveis, 17 d'entitats de l'administració pública i 7 d'empreses classificades com a «altres activitats de serveis».
Dels 39 establiments de servei als particulars que hi havia el 2009, 1 era una oficina d'administració d'Hisenda pública, 1 gendarmeria, 1 oficina de correu, 3 oficines bancàries, 1 funerària, 3 tallers de reparació d'automòbils i de material agrícola, 1 autoescola, 1 paleta, 6 guixaires pintors, 3 fusteries, 3 lampisteries, 4 electricistes, 2 perruqueries, 1 veterinari, 4 restaurants, 3 agències immobiliàries i 1 saló de bellesa.
Dels 4 establiments comercials que hi havia el 2009, 1 era un supermercat, 1 una fleca, 1 una carnisseria i 1 una floristeria.
L'any 2000 a Courçon hi havia 18 explotacions agrícoles que ocupaven un total de 1.632 hectàrees.

## Equipaments sanitaris i escolars
L'únic equipament sanitari que hi havia el 2009 era una farmàcia.
El 2009 hi havia 1 escola maternal i 1 escola elemental. Courçon disposava d'un col·legi d'educació secundària amb 540 alumnes.

## Poblacions més properes
El següent diagrama mostra les poblacions més properes.